# Against the Wind (álbum)
Against the Wind —en españolː Contra el viento— es el undécimo álbum del cantante estadounidense de rock Bob Seger, y el tercero junto con su banda Silver Bullet Band. Fue lanzado en febrero de 1980 por Capitol.
Llegó en la primera posición de la lista Billboard 200, reemplazando al aclamadísimo y exitoso The Wall de Pink Floyd que salió de la lista, y se mantuvo en listas por seis semanas consecutivas. El disco ganó dos premios Grammy en 1981.
En las canciones «Fire Lake» y «Against the Wind» participan Glenn Frey, Don Henley y Timothy B. Schmit de la banda de rock Eagles en los coros.
En el 2020, el álbum fue ubicado en el puesto 75 de los mejores 80 álbumes de 1980, según la revista Rolling Stone.

## Lista de canciones
1. «The Horizontal Bop»: 4:03
2. «You'll Accomp'ny Me»: 4:00
3. «Her Strut»: 3:51
4. «No Man's Land»: 3:43
5. «Long Twin Silver Line»: 4:18
6. «Against the Wind»: 5:34
7. «Good for Me»: 4:03
8. «Betty Lou's Gettin' Out Tonight»: 2:52
9. «Fire Lake»: 3:30
10. «Shinin' Brightly»: 4:30

Todas las canciones fueron compuestas por Bob Seger.